# François Bingono Bingono
Pour les articles homonymes, voir Bingono.
François Bingono Bingono est un journaliste, écrivain, anthropologue, comédien et metteur en scène camerounais.

## Biographie
François Bingono Bingono né en 1959 à Njantom, dans le Sud-Cameroun. Au Cameroun est un journaliste, écrivain, anthropologue, comédien et metteur en scène camerounais. Il fait des études en lettres modernes et art théâtral. Il enseigne à l'École supérieure des sciences et techniques de l'information et de communication de Yaoundé (ESSTIC) et parallèlement est membre chercheur sur l’épistémologie de la crypto-communication africaine et dramaturge avec la troupe théâtrale d’Alabado.
Il écrit en 2009 Evu sorcier aux Éditions L'Harmattan. En 2020, il écrit deux pièces théâtrales intitulées Mafin et Tafin et Sidamour tue, un roman Ekeké, et un essai anthropologique Ma bôm nkul, j'apprends à jouer du tambour d'appel, tous édités aux éditions de midi,. Il contribue à la préface d'un des livres de William Omer intitulé Le Cahier des éloges, lettres et illuminations parut aux éditions l'harmattan en 2015 et celui d'Antoine-Beauvard Zanga dans Les hommes de la nuit en 2017. Il apparait dans le film documentaire Mvé-dzié de Roger Nankap en 2014.
Expert national en patrimoine culturel immatériel, il participe aux sessions de 2015, 2017 et 2019 du comité intergouvernemental des arts et de la culture soutenue par l'UNESCO.

## Publications

### Nouvelles
- Evu sorcier, Éditions L'Harmattan, collection Encre noire, 2009

### Roman
- Ekeké, Éditions de Midi, 2020

### Essai
- Ma bôm nkul, j'apprends à jouer du tambour d'appel, 2020, Éditions de Midi

### Théâtre
- Mafin et Tafin, 2020, Éditions de Midi
- Sidamour tue, 2020, Éditions de Midi

### Collaborations
- Le cahier des éloges, lettres et illuminations, William Omer, François Bingono Bingono, collection Littératures et savoirs, Éditions L'Harmattan, 2015
- Les hommes de la nuit, Antoine-Beauvard Zanga, François Bingono, collection Lettres camerounaises, Éditions L'Harmattan, 2017[6]